# Sainte-Euphémie
Sainte-Euphémie es una comuna francesa del departamento de Ain, en la región de Auvernia-Ródano-Alpes.

## Demografía
| 353 | 390 | 472 | 727 | 857 | 1 118 | 1 332 | 1 630 |
| Para los censos de 1962 a 1999 la población legal corresponde a la población sin duplicidades (Fuente: INSEE [Consultar]) |     |     |     |     |       |       |       |

Pertenece a la aglomeración urbana de Lyon.